# Liman

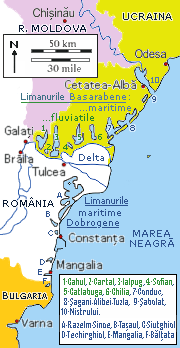
Limanurile fluviatile și maritime din jurul gurilor Dunării

Limanul, din punct de vedere geografic, este în mod specific și precis o lagună cel mai adesea salmastră, formată prin inundarea unei văi și prin aluvionarea unui cordon litoral de-a curmezișul acesteia (în română grind sau perisip, în greacă: αμμογλώσσα – limbă de nisip, în rusă: коса – kosa), grind cel mai adesea străpuns de o portiță (în limba greacă: στόμα – stoma, adică gură, în rusă: бухта – buhta, idem) care leagă limanul de larg. 
Ca urmare, prin definiție limanul este situat la ieșirea unui curs de apă dulce spre mare (de regulă, sau spre Dunăre) și este legat de acestea printr-o portiță sau printr-o circulație de apă uneori subterană, prin grind. Circulația se poate inversa: în cazul revărsării râului afluent, limanul se scurge spre mare (ori Dunăre); în caz de secetă, de revărsare a Dunării sau de furtună marină, limanul primește apă. În ambele cazuri, joacă rolul de bazin de compensare și rezervor natural. Aceste caracteristici deosebesc limanul atât de un lac, cât și de celelalte tipuri de lagune.

## Etimologie
În limba greacă: λιμένας – limenas, înseamnă golf sau port. În limba turcă s-a preluat sub forma Liman. Ca urmare a extinderii otomane la vestul și nordul Mării Negre, denumirea s-a extins la lagunele și lacurile ce puteau adăposti corăbii. Cu ajungerea rușilor la nordul Mării Negre termenul a fost preluat și în rusă : лиман – liman.

## Clasificări

### Tipuri de limanuri
- Limanuri maritime, legate de mare, la care cordonul litoral este depus de curenții marini: este cazul limanurilor dobrogene de la Marea Neagră. Apa acestor limanuri poate fi dulce, salmastră, sau chiar sărată. [2]
- Limanuri fluviatile, la care bara de sedimente este depusă de curentul unui fluviu, la confluența cu râul care alimentează limanul respectiv: este cazul limanurilor basarabene de la Dunăre. Apa acestor limanuri este dulce.

### Dimensiuni
Unele limanuri pot avea dimensiuni mari (limanul Razelm: 394,30 km²; complexul lagunar înconjurător în întregime: 731 km²) dar altele sunt mult mai mici (Tașaul, Techirghiol, Tatlageac...).

## Localizare
Limanurile sunt situate pe coasta vestică și nordică a Mării Negre și pe cursul inferior al Dunării de-o parte și de alta a deltei Dunării. Exemple : limanurile dobrogene, limanul Varna în Bulgaria sau limanul Nistrului în Ucraina. În România comunistă cuvântul liman a fost considerat învechit de unii comentatori care nu cunoșteau bine terminologia geografică, astfel că în locul său se folosește impropriu cuvântul lac (de exemplu Lacul Razim, mai ales de când portița i-a fost artificial închisă) și s-au generalizat expresii precum Complexul Razelm-Sinoe (cuvântul complex era foarte la modă în perioada comunistă, fiind intens folosit atât pentru formațiuni naturale, cât și în industrie, arhitectură, urbanism, muzeologie ș.a.m.d.).

## Galerie de imagini

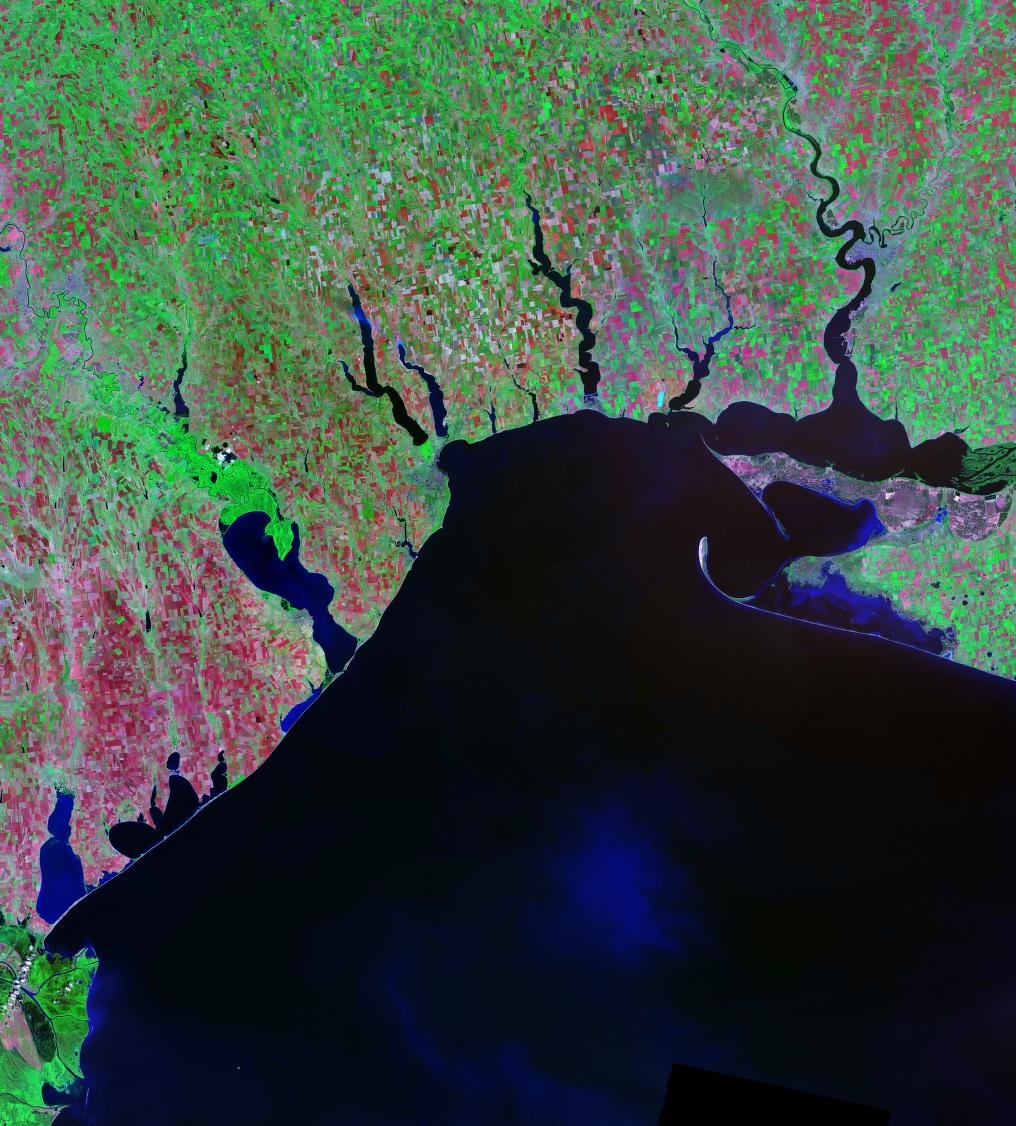
Limanurile nord-pontice în nord-vestul Mării Negre.
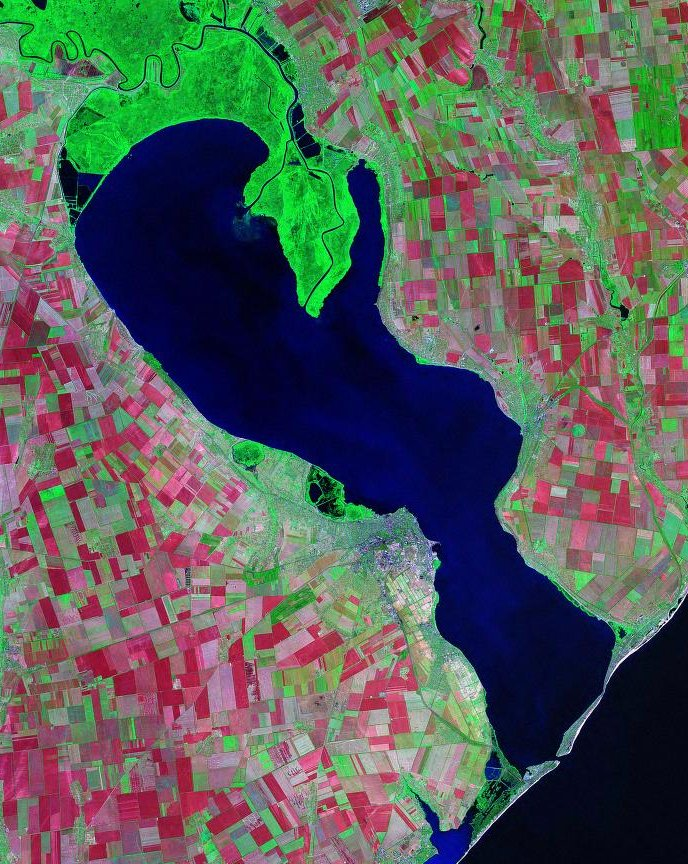
Limanul Nistrului.
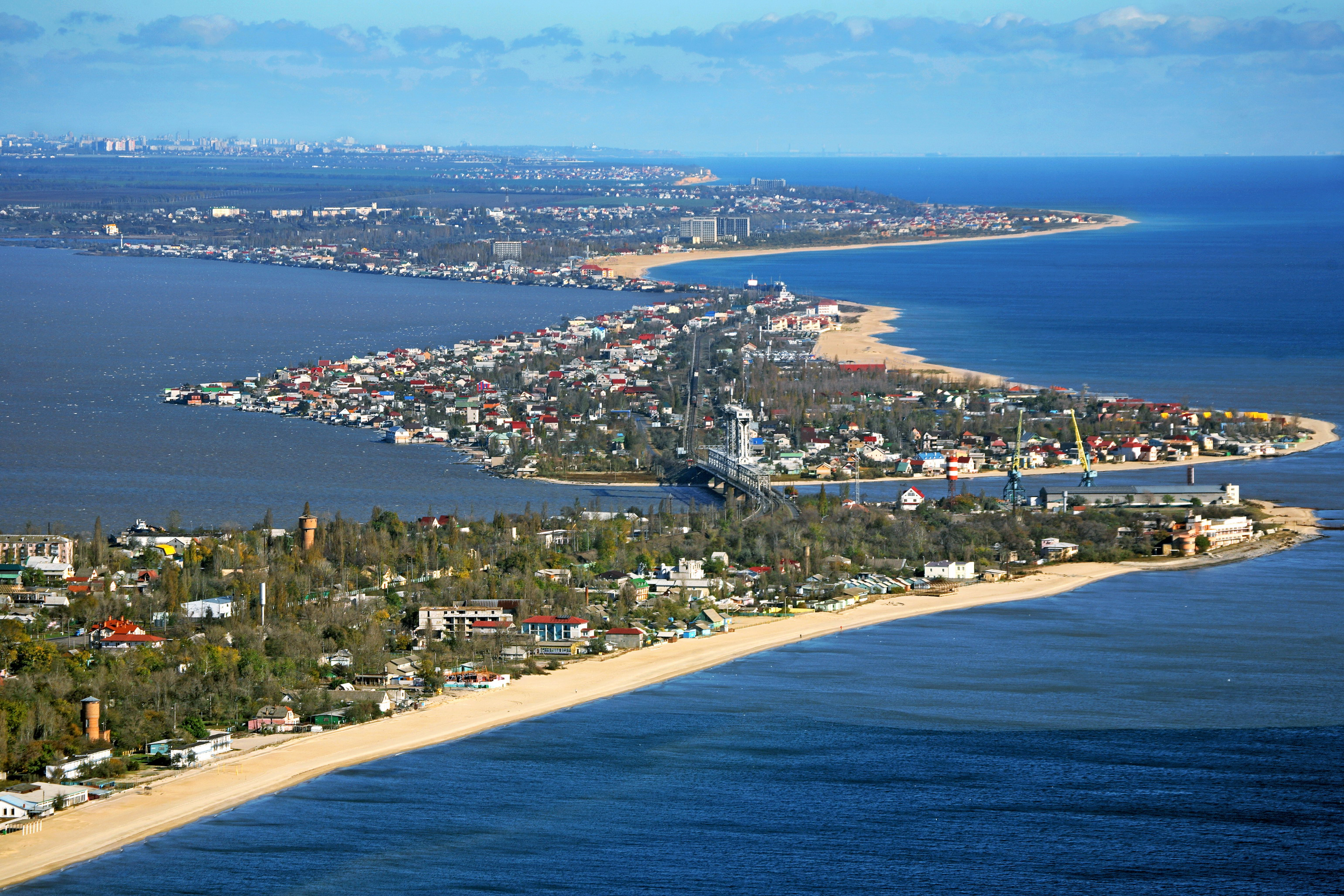
Localitatea balneară Bugaz, la ieșirea în mare a limanului Nistrului (stânga).
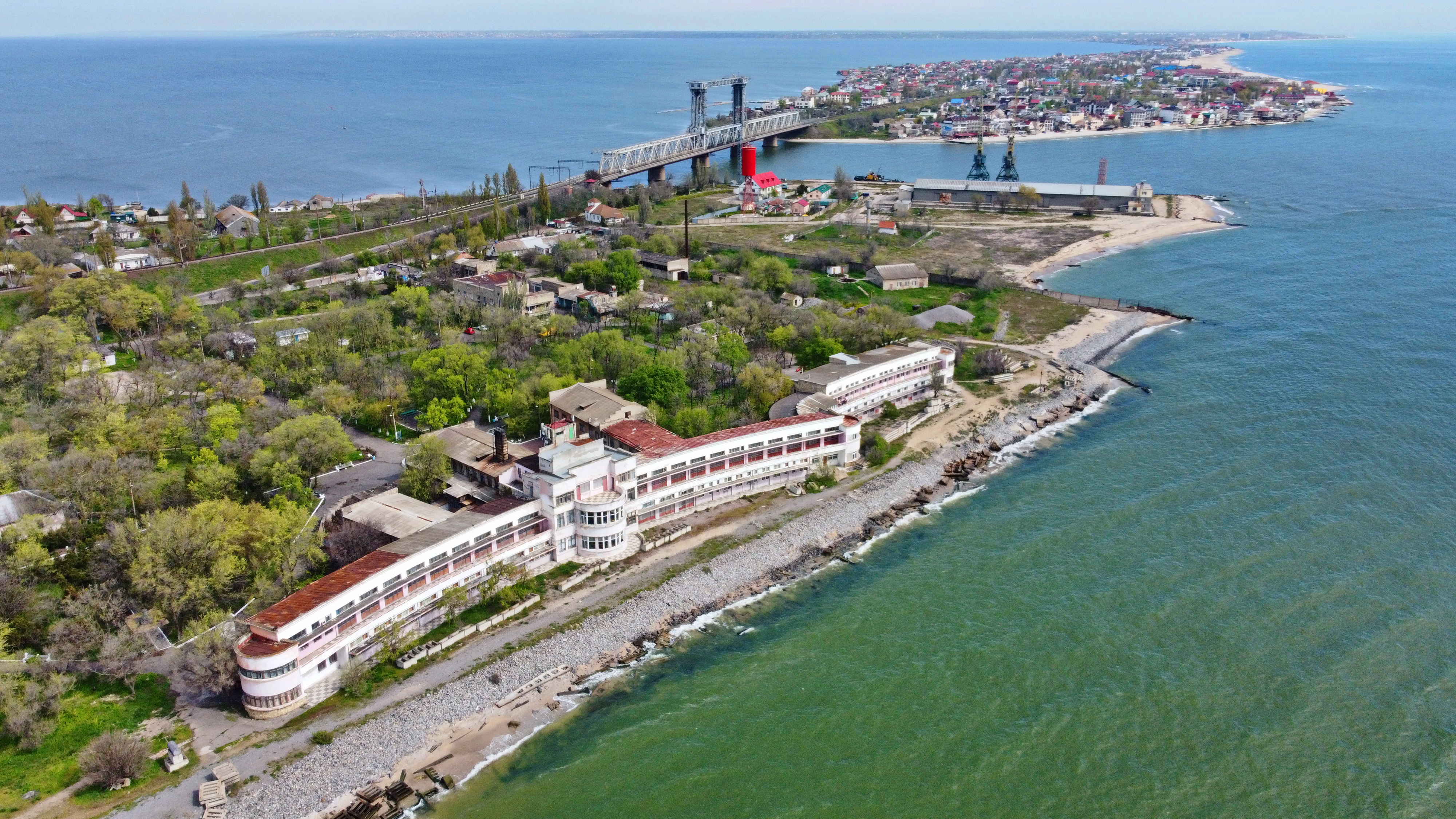
Sanatoriul maritim de la Bugaz.
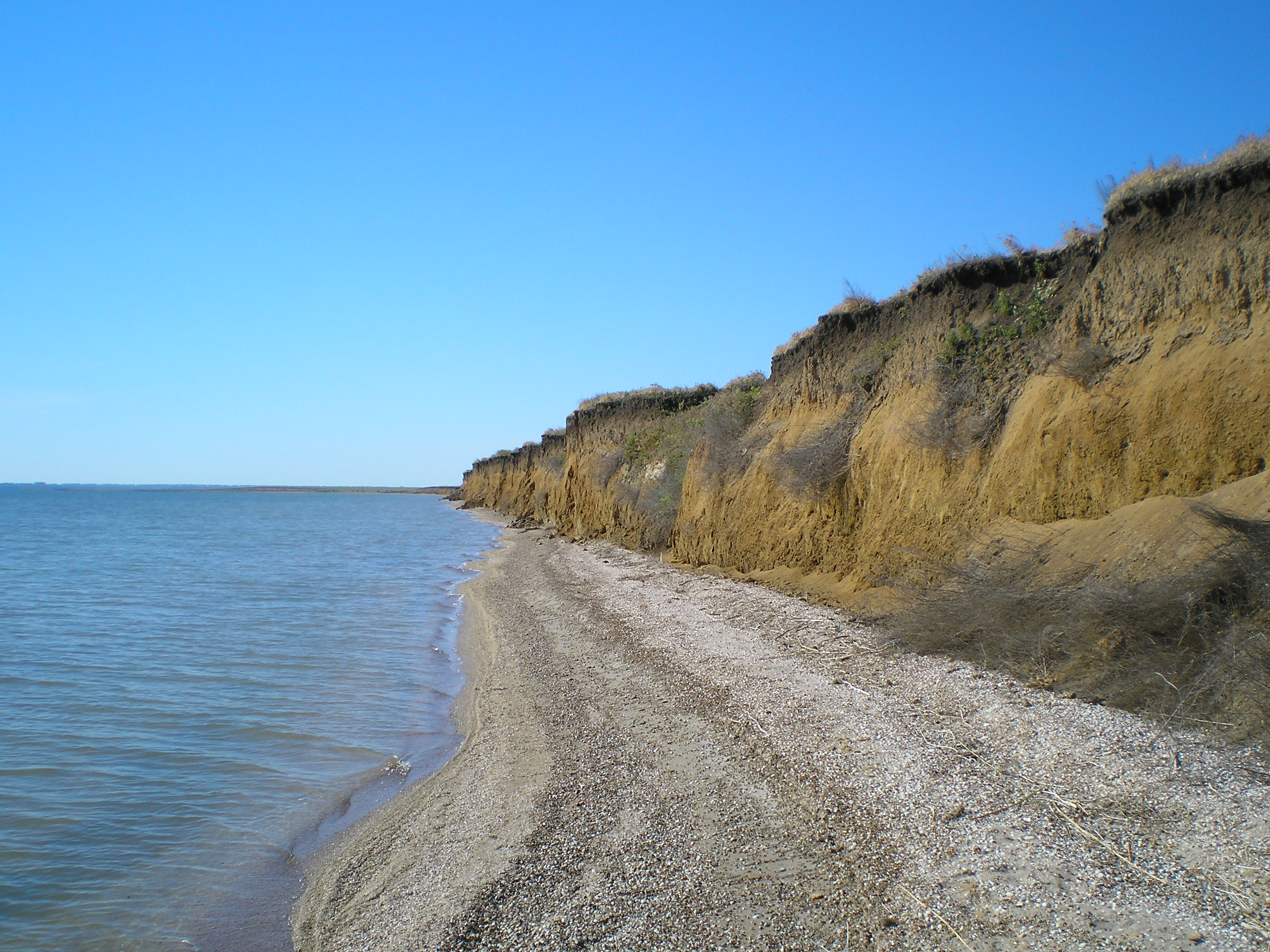
Malurile limanului Alibei, în Bugeac.
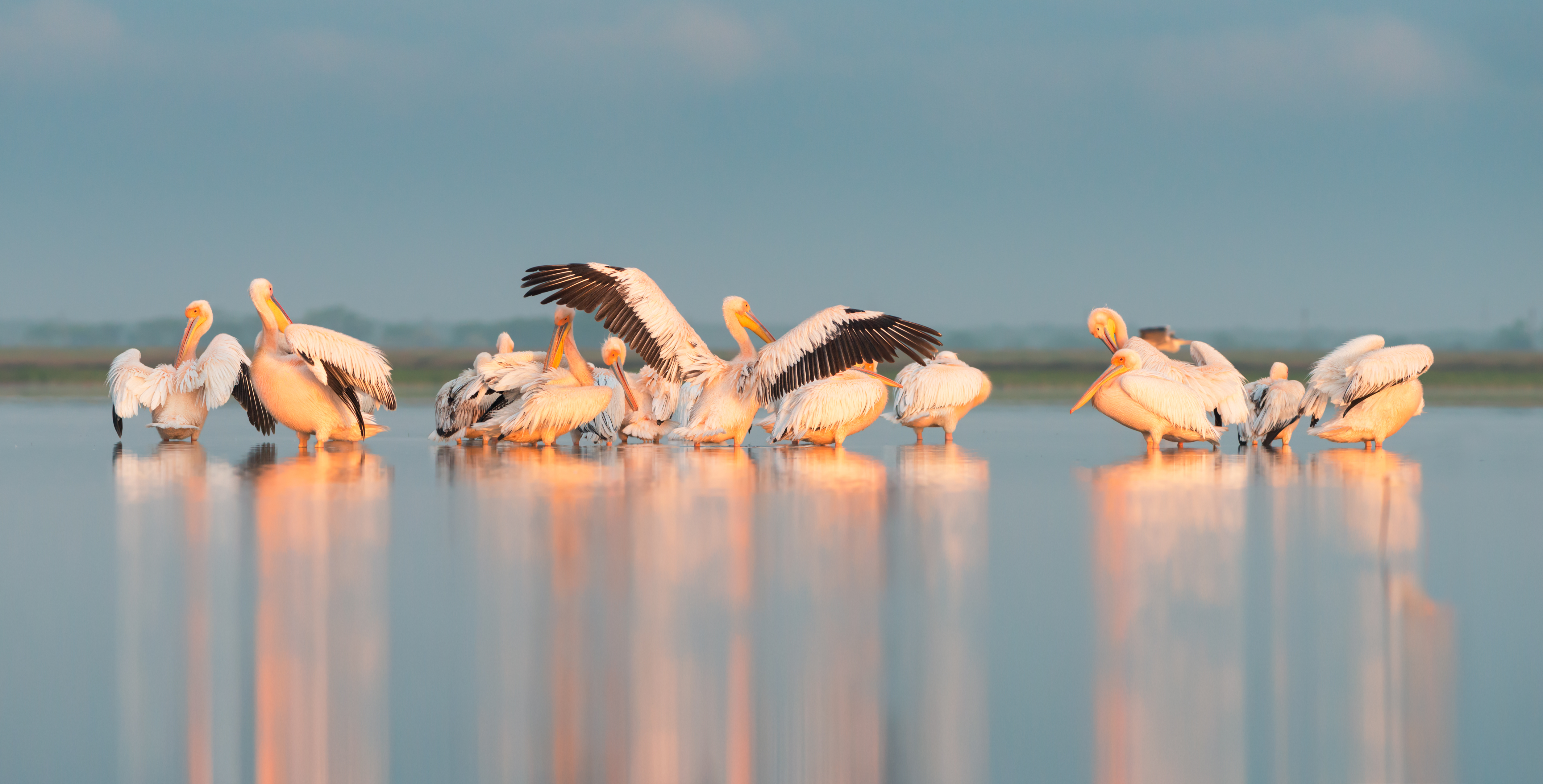
Pelicani din parcul natural „Limanurile Tuzlei”, în Bugeac.
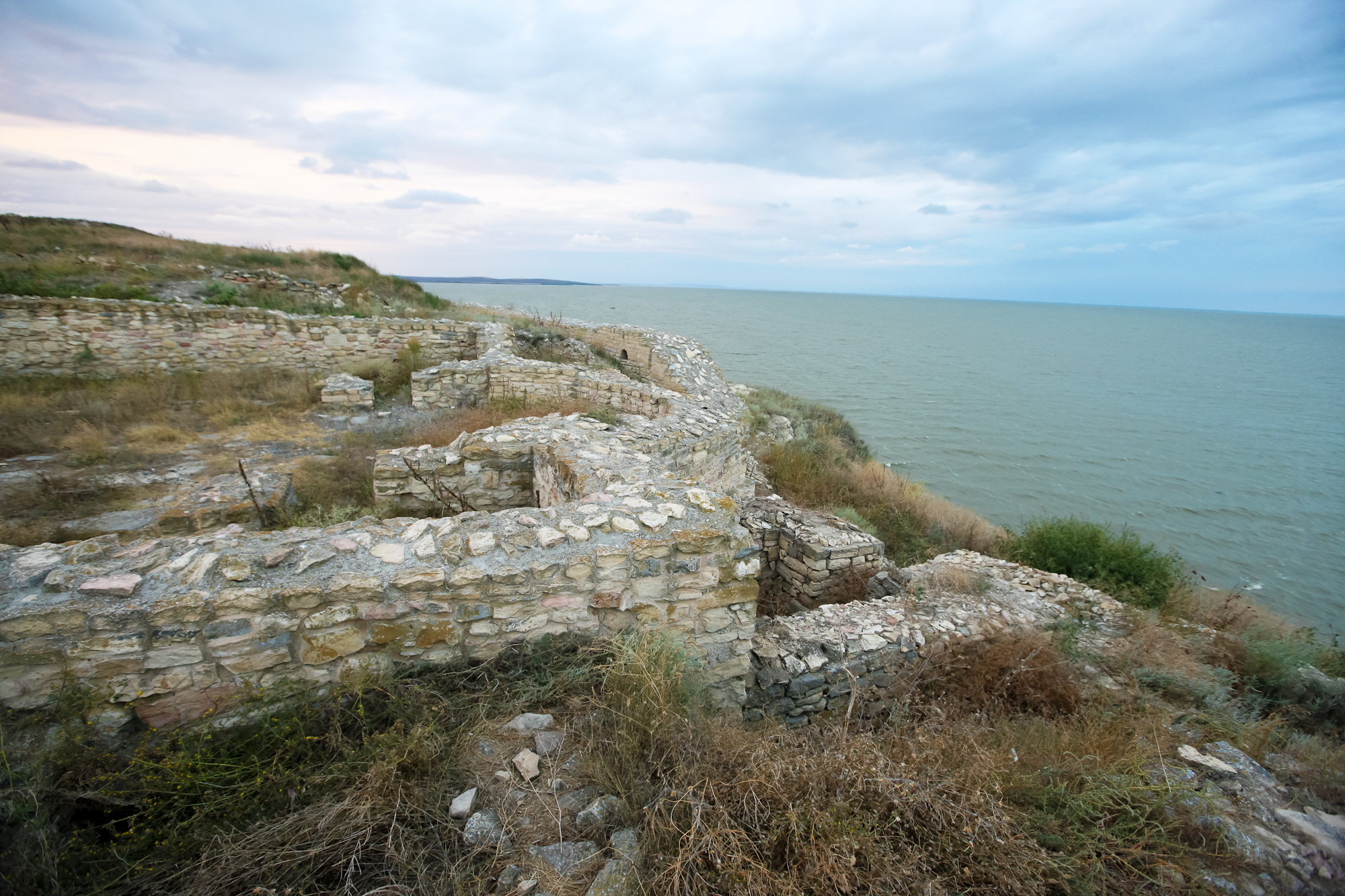
Cetatea Argamum, pe malul limanului Razim.
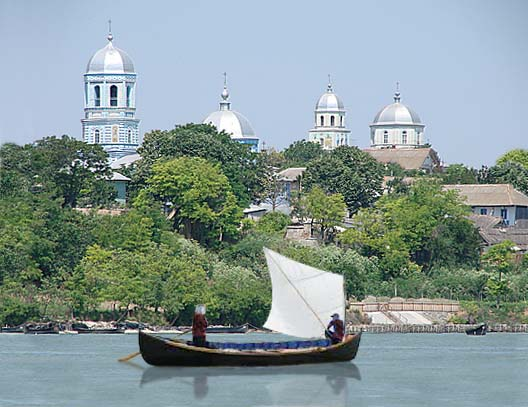
O lotcă pe limanul Razim, în fața Sarichioiului.
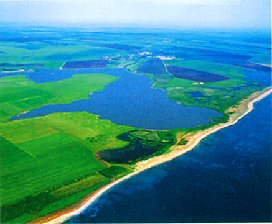
Limanul Bălțata din Bulgaria, între capul Șabla și Durankulak.